# 快感・フレーズ
『快感♥フレーズ』（かいかんフレーズ）は、『少女コミック』（小学館）で連載されていた新條まゆの少女漫画。ノベライズ版やゲーム版もリリースされ、また『KAIKANフレーズ』の題名でテレビアニメ化もされた。2019年6月時点でコミックス累計発行部数は1000万部を突破している。
アニメ版についての詳細は、後述の#アニメ版を参照。

## 概要
国語が得意な女子高生・雪村愛音と、ロックバンド・ルシファー（後にリュシフェルと改名）のボーカリスト・大河内咲也の、あまりに危険で激しすぎる愛の日々をショービズ界のドロドロした内幕を絡めて描いたもの。当時の少女漫画としては激しい性描写も話題となった。
原作の漫画版はヒットしたものの、少女漫画での激しい性的描写に非難する声も多かった。新條いわく、過激な性的描写については、「編集部に勧められたが最初は抵抗があった。しかし描いてみたところ大変楽しかったので、それ以来誰に言われるでもなく必ず作品にエッチな内容を盛り込むようにした」とエッセイ漫画やインタビューで語っている。
2011年には、作者描き下ろしの新作が『快感♥フレーズ〜リインカーネーション〜』というタイトルで携帯コミックとして配信された。また、同年11月には同作のドラマCDも発売された。なお、このドラマCDにはアニメ版で愛音とΛucifer（リュシフェル）のメンバーを演じた声優（榎本温子、松風雅也、鈴村健一、三木眞一郎、千葉進歩、櫻井孝宏）がアニメ放映当時と同じ役で起用されている。
2013年6月からGREEでスマートフォン、フィーチャーフォン対応のノベル型ゲーム『快感♥フレーズ Next』が配信開始。こちらは原作より20年後の世界を描いており、Λuciferをはじめとする本編の主要キャラクターたちの子供たちが攻略対象となっている。また、その他にも愛音やΛuciferのメンバーなど本編に登場したキャラクターも登場する。
2019年10月からバンド育成と恋愛アドベンチャー要素が盛り込まれた、新作ゲームアプリ『快感♥フレーズ CLIMAX -NEXT GENERATION-』が配信された。Λuciferや、Λuciferを始めとする本編の主要キャラクターの子供たちの他、新條の代表作である『ラブセレブ』、『覇王・愛人』の原作のキャラクターや、次世代のキャラクターも登場する。また、メインストーリーは全編フルボイスとなっており、原作の主人公である愛音とΛuciferのメンバーはテレビアニメ版と同じキャストが務める。

## あらすじ
国語が得意な事だけが取柄の女子高生・雪村愛音は、作詞オーディション応募用の作品を無くして困っている最中に、謎の男性から楽屋パスを渡される。軽い気持ちで足を運んだ愛音は、そのコンサート会場・東京ドームのステージで驚くべき光景を目にする。なんと先程会った男性が、自分が書いた詞に曲をつけて歌っていたのだ。実は先程会った男性は、超人気ビジュアル系ロックバンド・Λuciferのボーカル・大河内咲也だった。彼は愛音の才能を見込み、彼女をΛucifer専属の作詞家にする事を決めるのであった。

## 登場人物
Λuciferと雪村愛音の担当声優は、ドラマCD版 / テレビアニメ版 / ニンテンドーDS用ゲーム版の順。他のキャラクターの担当声優はテレビアニメ版のもの。

### 主人公
雪村 愛音（ゆきむら あいね）
声 - 桑島法子 / 榎本温子
原作版の主人公。初登場時は17歳。3月8日生まれ。
作文や作詞の才能に長けている女子高生。ビジュアル系ロックバンド「Λucifer」のボーカリスト・咲也と出会い、「処女のHな妄想を表してもらいたい」という彼の要望からΛuciferの作詞を担うこととなるが、次第に咲也に恋焦がれていく。佐々木プロデューサーの命令で男性グループのΛuciferのイメージを崩さないために、作詞の際は男性作詞家が書いているということにして「合根雪彦」名義で活動を始める。
咲也とお互い惹かれ合うものの、それだけに熱狂的なファンや追っ掛けからは「抜け駆けの常習犯」という目で見られ、非難を浴びたり、脅されたり、袋叩きにされたりと散々な目に遭うことが多いが、高山の登場で袋叩きなどの被害は避けられていった。アニメでは「3-days live」の中、咲也の彼女を想う恋人宣言から周囲に納得され、非難の終止符が打たれた。
アニメでは咲也たちΛuciferのインディーズ時代からスタートのストーリーであるために、第19話で初登場とかなり遅い登場となった。原作では感情変化の激しい少女だったが、アニメでは大人しくただ純情な少女とキャラの違いも見られる。また、咲也と交えるシーンは描かれなかった。家族関係が離婚直前の状況にあり、複雑な家庭環境の中、未解決で終えている。
主に書いた詞は「堕天使BLUE」「Cの微熱」「PLASMAGIC」「TOKYO幻想」など。
原作の最終話において世界進出で1位を収めた咲也と結婚する（アニメでは世界進出への挑戦で終了）。後に後日談として描かれた特別編「それからの快感フレーズ」では咲也との間に長男・詩音をもうけたとの描写がされている。後に連載された『ラブセレブ』本編終了後の特別読み切り『ラブセレブ featuring 快感フレーズ キングエゴイスト』にも咲也の妻として登場し、第二子を妊娠していることが発覚する。
GREE版ゲーム、『CLIMAX』では、本編から20年後、咲也と夫婦となった後の話の為、大河内愛音として登場。何らかの形でΛuciferの作詞をしていたのが彼女（「合根雪彦」としてではなく、雪村愛音として）であると知られている。また、『CLIMAX』では、夫である咲也のソロ曲の作詞も手がけながら、音楽プロデューサーとしても着実に実績を重ねている。
端正な容姿をしており、物語当初は貧乳だったが、物語が進むにつれて周りが意識するほどの巨乳になった。

### Λuciferのメンバー
大河内 咲也（おおこうち さくや）
声 - 子安武人 / 松風雅也 / 鈴木達央
アニメ版の主人公。天性を極めた美声を持つΛuciferのボーカル担当。初登場時は17歳。10月29日生まれ。神奈川県横浜市出身。女性の扱いに長けており、初対面の愛音に怪我を負わせてしまったと思い、怪我した部分を探そうと太腿を触ったが全く嫌がられなかった。
アメリカ人と日本人のハーフ。端正な容姿と青い瞳が特徴。しかし、幼少期はその容貌を周囲から冷たい目で見られて育ったため、父親譲りの青い瞳にはコンプレックスを抱いている。多額の借金を抱えたまま死んでいった母に代わって持ち前の大人染みた顔を活かし、年齢詐称でクラブの歌手を務めていたが、後に雪たちΛuciferのメンバーに誘われたことからクラブを辞め、Λuciferのボーカルとして生きることを決意した。
当初は傲岸不遜な一面があり「ほしいものを手に入れるのに手段なんか選んでられない」と言い放つなど傍若無人な発言もあった。また、過去の生い立ちから「愛」というものに対する興味や関心を持つことができず、それ故に無神経な言動を繰り返しては周囲との対立が繰り返していた。だが、愛音との出会い、彼女の書いた詩を見たことから次第に心を動かされ、「愛」というものについて考えるようになる。また、愛音と出会う前は、気分屋で女性とのスキャンダルも業界一だったらしい。
当初は愛音のことは作詞家としてしか見ていなかったが、次第に惹かれるようになり、相思相愛となった。
愛音を愛する故に、追っかけのファンに脅されたり、袋の鼠となっている愛音を救おうと自らの地位、名誉を省みずに突撃しようとする破天荒な一面も見せる。
原作の序盤、アニメの終盤共に愛音を庇って大型トラックに轢かれて交通事故に遭った。意識が朦朧とする中、亡き母が心の中で彼を温かく迎えたことで母の下へ向かおうとしていたが、愛音の想いが咲也を甦らせ辛うじて意識を取り戻した。自らの為に熱狂的なファンから二度も袋叩きに遭うことになってしまった愛音のために記者会見（アニメでは「3-days live」）の中、愛音が自身が最も愛する女性であるという恋人発言で多くのファンを納得させ、愛音への非難に終止符を打った。
喧嘩っ早い短気な性格で、少しでも自分を馬鹿にする者がいたらすぐに襲い掛かり、怒りの鉄拳を浴びせる（アニメではそれが原因で多くのライブハウスから出演許可が下りなかったことも）。
インディーズ時代に一時作詞を担い、「堕天使BLUE」を書いた。原作の本編終了後の特別編では音楽プロデューサーとして活躍しており、後に連載された『ラブセレブ』では、主人公の中園キララのプロデュースを手掛けている。また、GREE版ゲームでは、ヨーロッパやアメリカで音楽のプロデュースをしていたことが語られている。息子2人（後述）がそれぞれ自立しているため、愛音とともにニューヨークで二人暮らしをしている。
原作ではF50（中盤まで無免許）、アニメではDUCATIのモンスターがそれぞれ愛車。
桐生 敦郎（きりゅう あつろう）
声 - 緑川光 / 鈴村健一 / 岸尾だいすけ
Λuciferのツインギター担当の一人。咲也より年上だが、彼の方が童顔で無邪気。初登場時は18歳。1月30日生まれ。
事あるごとに母親分の雪に甘えたり泣きついたりする。また、年下でありながら大人びた風貌の咲也に憧れている。
アニメでは高校のメンバーで「ルーシーメイ」というチーム名でバンドを組んでいたが、周囲が受験に打ち込み始めバンドを意識するのは自身一人だけとなった。その後、偶然訪れたスナック・クレイドルでのΛuciferとの出会いから大学受験を辞めたことでの親との対立も乗り越えてバンドに専念し始めた。また、最初は地毛の茶髪を家出と同時に赤く染めた。
温厚で心優しい性格だが、自分の考えを決して曲げずに突き進み、義姉・祐香に対する想いは熱烈。故に姉を汚す者は女、子供にも容赦しない。愛音とは女友達のような関係だが、時として咲也に勘違いされて脅されることも。アニメでは主役の一人となったために人物像が顕著に描かれ、プレッシャーに弱く自身の失敗を深く抱え込むなど人間臭いキャラ演出となった。
アニメ終盤でe.muに敗れて解散状態に陥った中、父との約束である高校卒業に打ち込み始め、Λuciferとしての自覚を失いかけていたが、かつてのバンド仲間からの激励でΛuciferの活動を再開した。
原作の後日談「それからの快感フレーズ」においてはついに祐香と結婚（事実は「できちゃった結婚」なのだが、本人は「出来させちゃった結婚」と主張）。他にも多くのミュージシャンへのセッションに協力している。
藤堂 雪文（とうどう ゆきふみ）
声 - 森川智之 / 三木眞一郎 / 諏訪部順一
Λuciferのツインギター担当の一人で、チームのリーダー。通称「雪」。初登場時は20歳。9月4日生まれ。
常に冷静沈着で面倒見が良く、咲也を黙らせることができるΛucifer唯一の存在。たびたび調子に乗った咲也の頭をギターで叩く。アニメではΛuciferの活動を「遊び」と見下していた咲也に対し、一度だけ怒りを見せて黙らせている。
元々は別のバンド「クライム」のメンバーであったが、敦郎やTOWAとの出会いからΛuciferを結成した。アニメではサン太と共にクライムに所属していたが、サン太の内紛から同意し、クライムを辞退。クレイドルで咲也や敦郎たちと出会い、全てが始まった。アニメ版においてライトバンを運転していることから大型特殊免許を所持していることが確認できる。既婚で妻子持ち（後述）。
藤堂流の能楽を志しており、自身も藤堂家の次期家元だが、
- 原作ではΛuciferへの思いを捨てられず家出。本来、婚約者であったまりやと駆け落ち同然の身で生きていき、後に改めて入籍した。
- アニメではバンドコンテストと父が出演を求める京都能楽会とダブルブッキングとなり、敢えてΛuciferの「裏切り者」との非難を浴びつつも京都へ行き、能楽を終えた直後、東京まで新幹線で向かい、コンテストに間に合うが、父親からはしばらく勘当され、藤堂流からも破門扱いとなった。

終盤でe.muに敗れΛuciferが解散状態に陥った中、持病で倒れた父を思う一心でバンドを離れ家元の代役を演じていたが、父にその素顔を見破られており、叱咤激励を受けてΛuciferとしての活動を再開した。それがきっかけで父との縁を取り戻していった。世界進出で1位を取り収めた後に必ず家元を継ぐと誓い、和解した。
原作の後日談「それからの快感フレーズ」においては音楽からは離れ、家庭の事情で藤堂家の敷居をまたいで代役を取っている。
佐久間 和斗（さくま かずと）
声 - 三木眞一郎 / 千葉進歩 / 神谷浩史
Λuciferのベースギター担当。通称「TOWA」だが、由来は名前の「和斗」を訓読みで逆さに読んだもの。初登場時は18歳。4月10日生まれ。
中性的な雰囲気を漂わせているのは、幼少期に育てられ方が女性的であったことかららしい。その外見から高校生時代、男子生徒から告白されたことも。
高校の先輩が彼の美貌に見惚れて「絶対人気になる」という宣言で無理矢理バンドに参加させたことがバンド活動を始めたきっかけ。次第にベースの才能を開花させてゆき、プロ並みの腕前に成長した。
アニメ版では高校中退者で、中性的なイメージを漂わせるバンド「ネオン」に所属していたが、サン太たちからの勧誘とセッションしたことから辞退し、Λuciferにチーム入りした。
原作では若干の女性的な面や臆病気味な印象を見せていた反面、アニメ版は謎の多く、やや皮肉屋で茶目っ気のあるキャラとして描かれた。
原作の後日談「それからの快感フレーズ」においては、音楽を離れてトータルビューティーアドバイザーとして活躍中。GREE版ゲームでは、主人公が所属することになるバンド、Sylphy（シルフィー）のヘアメイクとして登場。
なお、アニメ版では本名を明かされることはなかった。
永井 良彦（ながい よしひこ）
声 - 岩田光央 / 櫻井孝宏 / 森田成一
Λuciferのドラムス担当。初登場時は23歳。
通称「サン太」だが、由来は誕生日が12月25日であることから小学校時代の友人が付けたもの。
気の明るいお調子者で、Λuciferのムードメーカー的存在。バンドに燃えている故にアニメ版では単独行動を好み、「バンドごっこ」と揶揄していた咲也との対立が多く目立ったが、そんな咲也のことを一番信頼している義理に厚い兄貴分（実際、咲也の方も彼のことを言葉では表さずとも信頼している）。
チームの最年長で、元々は「死神」というヘビーメタルのバンドグループに所属していたが、ボーカル、ドラムの抜けたΛuciferと試しにセッションをしてから反りが合い、Λuciferにメンバー入りした。その後、雪に当時弾き語りで働いていた咲也を紹介した。
原作では影が薄く、Λuciferの中で唯一個人的な番外編ストーリーが描かれなかった。また、死神のメンバー曰く「女に飢えている」ようで、初対面の雪を女と間違えて口説いてしまい、雪から「変態」呼ばわりされた。
扱いの悪い原作とは逆に、アニメ版ではキャラクター性が顕著に描かれ、穏やかな性格の原作版とは違い無神経で思ったことをすぐに口にしてしまう、いかにも空気の読めない人物となった。開始当初は雪と共にクライムに所属していたが、ボーカルを務めていた恋人のユミが同じチームのギターと浮気していたことからチームに嫌気が差し、雪と共に辞めて（雪が彼に同意した）Λuciferを結成させた。しばらくした後、メジャー入りしてから次第にユミと寄りを取り戻していった。
インディーズ時代はレコードショップでアルバイトをしていた。高校を卒業してから一人暮らしでバイトで生計を建てているため生活力は豊富。また、バイト仲間から多少の借金をしていたようである。愛車はVAN。
アニメの終盤、e.muに敗れて解散状態に陥った中でユミのバンドにセッションを続けていたが、ユミにその事情を知られて帰郷されたことから、再びΛuciferとしての活動に打ち込み始めた。
原作の後日談「それからの快感フレーズ」においては、もともと趣味であった旅行が高じて世界中を旅していることが知られた。また、女に無縁な一面は続いており、敦郎の結婚を僻んでいた。GREE版ゲームの時点でもいまだに独身らしい。
GREE版ゲームでは、持ち前の人柄とトーク力を生かし、テレビやラジオに引っ張りだこの人気パーソナリティとして活躍中。

### ジュピターレコード
高山 仁司（たかやま ひとし）
声 - 小野大輔（DS用ゲーム版）
アニメには登場しない。
中盤でΛucifer世界進出のために抜擢されたハーバード大学卒の敏腕プロデューサーで、多くのバンドをメジャー進出させている超エリート。Λuciferの読みである芸名「ルシファー」を「リュシフェル」へと改名した（アニメでは雪の発案で名づけられた）。
華奢な外見や女性的な口調からおかまだと思われ勝ちだが、同性愛者ではなく、男としての自覚もしており、さっぱりした気さくな人物。また、咲也の暴走を一撃の鉄拳で抑えたり、愛音に暴行を加えるファンたちを一喝だけで黙らせるなど、プロデューサーのみならず大人としての威厳も強い。彼の行動によって愛音はファンからの非難を浴びることはなくなった。
最初は愛音を邪魔者だと思ってスタッフから外したが、後にその作詞の実力を認めスタッフとして受け入れる。
終盤で咲也の脱退したΛuciferの復活を信じて日本でのラストライブ開催に向かう中、交通事故に遭う。手術を受けるが間に合わず、死ぬ間際にΛuciferが世界で輝くことを信じて息を引き取る。彼の死は咲也をΛuciferに復帰させ、外国でのメジャー入りを果たさせる大きなきっかけを作った。
佐々木 浩一（ささき こういち）
声 - 斉藤茂一 / 小野友樹（2011年ドラマCD版）
咲夜の個人マネージャーでΛuciferのプロデューサー（アニメでは高山が登場しないため、メインプロデューサー）。愛音に対しては当初は一般人であったことから過小評価していた。
青い瞳の咲也に危ない感情を抱いているが、アニメ版では、クールで冷徹なキャラに描かれている。かつてΛuciferが準グランプリ賞を取った東京バンドコンテストの審査員の中でただ一人、Λuciferが世界へ羽ばたくと悟っており、全国ツアーを果たし、東京へ帰還し、凱旋ライブを果たしたΛuciferにジュピターレコードからのメジャー入りを勧誘。Λuciferの最大の理解者となった。
終盤では、「Cの微熱」「PLASMAGIC」の二連続でシングルチャート1位を取ってから有頂天に達し、最大の難関である「3-days live」のための練習への参加もバラバラになった咲也たちを見捨て、函館でインディーズ活動していたバンド「e.mu」を勧誘してΛuciferに冷たく接したこともあったが、まだプロとしての自覚が足りないΛuciferに世界進出のための試練として出したものであり、e.muに1位の座を奪われたΛuciferの威厳を復活させた。
2011年のドラマCD版では、Λuciferに対して敬語を使っている。
ダイスケ
声 - 伊藤健太郎
佐々木が見兼ねてジュピターからメジャー入りを果たしたバンド「e.mu」のリーダー。ザルツブルク音楽大学に留学、卒業し、ロックのみならずクラシックも学んだ音楽界のカリスマ。
原作ではあくまで準レギュラーとしての登場で出番を終えている。
CDの売り上げで1位になってから天狗になり、災いとして転落したΛuciferを見下していたが、それから吹っ切れて愛音の書いた詞で勝負をしたが、Λuciferのニューシングル「TOKYO幻想」でチャート1位の座を取り戻したΛuciferに敗北を認め、「3-days live」出演の座を返した。
アニメ終盤では咲也が事故に遭ってまだ完治していないまま「3-days live」を迎えたため、一時咲也の休憩中はΛuciferに代わって彼らe.muがライブ出演を担当し、Λuciferに貢献した。
ミズキ
声 - 岸尾大輔（現・岸尾だいすけ）
e.muのボーカル。
ユック
声 - 佐藤まさよし
e.muのベース。
タカヒロ
声 - 加藤木賢志
e.muのドラム。

### Λuciferの周りの人たち
ラルフ・グレイザー
声 - なし / 飛田展男 / 平川大輔
アメリカの大手企業「グレイザー・カンパニー」の副社長。咲也の異母兄で、容姿が咲也に似ている。
自身が経営する音楽会社「メトロレコード」の日本支社設立記念パーティで愛音やΛuciferたちと出会い、愛音に惹かれる。次期グレイザー・カンパニー社長の座を巡るための障害物である咲也を妬んでおり、Λuciferの買収やジュピターの占拠を目論んで様々な妨害を繰り返したが、自身への悪行的行為だと悟った咲也の頭脳戦に敵わずに完敗。また、自分の雇ったアーティストたちを見捨てていたことから多くの部下の信頼を失い失脚する。
Λuciferに敗北してしばらくした後に精神的に大きく成長しており、芸能事務所アスタロトの社長・吉岡に愛音を犯されたことで芸能界に絶望し、Λuciferの脱退で復讐心しか無かった咲也を激励し、Λuciferへ戻らせようと一役買った。
ルパート・グレイザー
声 - ジェフ・マニング
「グレイザー・カンパニー」の社長で、咲也とラルフの実父。
ラルフを副社長から解任した後、咲也を次期社長として勧誘したが、母親の恨みゆえにあっさり断られる。その後、ラルフに社長へ一歩ずつ登り詰めるよう命ずる。
山下
声 - 鈴木琢磨
アニメのオリジナルキャラクター。メトロレコード日本支社にてラルフの秘書を務める。
ラルフの言いなりにホテルで作詞を努めていた愛音の秘密を探り、マスコミへ送ったりしたが、咲也への妨害のためにメトロで雇うアーティストへの使い捨てとなっていたラルフの信頼を修復させるために敢えてメトロレコードを辞職する。
佐倉 綾子
声 - 渡辺美佐
国民的に有名な女優であり、咲也がクラブで働いていた頃の愛人。
かつてはクラブの常連で、咲也の愛人になったつもりでいたが、無愛想な咲也に愛想を尽かし、手切れ金に大金を与えて見捨てたが、その金が咲也の借金返済となり、Λucifer結成のきっかけとなった。
咲也と別れてからも咲也への愛に未練を残しており、恋愛ドラマで咲也とお互い愛人同士の配役となった。その中、咲也と二人でいる愛音を快く思わず、陰湿的な嫌がらせを繰り返したが、咲也の愛音に対する想いを悟り、自らの否を認める。
智之
声 - 中村悠一（DS用ゲーム版）
アニメには登場しない。
人気バンド「ジーザス」のボーカル。故人の妹・由美にそっくりな愛音を自身の妹にしようとしたが、咲也の想いの前に敗北した。
華月
アニメには登場しない。
双子の兄妹アーティスト「D=エレメント」の兄。妹との区別として、顔にほくろがある。妹とは対照的に大人しい性格。
美月
アニメには登場しない。
双子の兄妹アーティスト「D=エレメント」の妹。
当初は男性として振る舞い、話題性を求めて愛音の詞を狙い、脅して詞を提供させたが、咲也の怒りを買い、仕返しに来た咲也に女性だとばれたが、同時に惚れてしまう。
暴漢が襲ってきた際に咲也を庇って負傷するが、傷がついたことで女性的魅力にコンプレックスを抱くようになり、ラルフに付け入れられて肉体関係を持ってしまい、女性としての着飾る意識を教えられた。
その後は化粧などを覚え、男性に意識される美人になったが、上辺だけで勝負することにジレンマを感じたことで素の自分に戻り、ラルフと一緒にアメリカへ行った。
台詞等は無いが、咲夜と愛音の結婚式にラルフと腕を組んで出席している。
徳川 京
アニメには登場しない。
グラビアアイドルの写真集を得意とする新進気鋭のカメラマン。
Λuciferと共にアメリカのキーウエストに訪れていた愛音を撮っており、彼女を自身のモデルにしようと目論み、咲也と衝突を繰り返したが、愛音の咲也と二人でいる時の嬉しそうな表情を見て諦める。後にΛucifer専属のカメラマンとして職に就いた。
大河 咲良
声 - 合田絵利（『CLIMAX』）
アニメには登場しない。
Λuciferのプロデューサーを務める高山の妹。「大河 - 」は咲也を意識したペンネームで、本名「高山 貴子」。咲也ファンクラブの一員で、髪型や服装まで咲也を意識している。愛音を妬むファンの非難から愛音を匿い、親しくなる。
最初は愛音がΛuciferの作詞担当とは知らず、咲也と愛音がキスしているところを目撃し、知り合いのファンにその事実を伝えて愛音に集団暴行を加えさせたが、兄の登場でその騒動は治まり、愛音とも和解する。
GREE版ゲーム、『CLIMAX』では、主人公たちが結成するバンドのマネージャー兼プロデューサーとなる。
神城 公信
アニメには登場しない。
原作での愛音とは同じ中学の自称元カレ。成績優秀、スポーツ万能でヴァイオリンを特技とする完全無欠で品行方正な人物。
愛音と離れて別の高校へ行ってからも愛音に未練を残しており、後に愛音に婚約を求めたが、愛音を母に紹介しようとした時に突然その場に現れたラルフ（実はラルフに変装した咲也）に愛音を奪還され、さらに彼がグレイザー・カンパニーの子息だと知ってショックを受け、愛音を婚約者にする事を失敗に終える。
後にΛuciferのライブで咲也の真剣に歌う姿を見て心を打たれ、改心する。
吉岡 海斗
アニメには登場しない。
日本最大の芸能事務所「アスタロト・プロダクション」の社長。
欲しい物を得るためには手段を選ばない男で、世界進出することで自身の会社に差し支えとなるΛuciferを潰すために咲也の弱点として愛音をさらって強姦し、愛音を身心共に傷つけた。それによって咲也を復讐心に満たさせて歌えなくすることに成功したが、咲也に殺されかかった上、愛音への暴行を知ったラルフの手で脱税と所得隠蔽の罪状で逮捕される。
後日、弁護士の力によって釈放され、再び愛音を奪おうと目論んでいたが、出所当日に自分の前に現れた愛音から「私はあなたのような卑怯な人には負けない」「これ以上Λuciferを潰そうとするなら（自分を暴行した罪で）あなたを訴えることも辞さない」と告げられ、その決意の強さに適わず完敗。その後、逮捕の際にラルフがΛuciferの味方なのを知ったこともあり、これ以上Λuciferを潰そうとすれば逆に自分達がラルフに潰されるだろうと考え、Λuciferを潰すことも愛音を奪うことも諦めて表舞台から去った。
大河内 レイコ
声 - 川島千代子
「REIKO」名義でクラブで歌手を務めていた咲也の母。故人。
クラブの客だったルパートに無理やり手篭めにされ、彼の子供である咲也を身ごもったことから夫に見捨てられ、酒だけの人生に落ちぶれた。ルパートと同じ色の眼を持つ咲也に冷たく接してきたが、ピアノを教える時だけは優しく温厚に接した。しかし、飲んだくれてばかりの人生が長続きはせず、多くの借金を残したまま他界する。持ち前の美声は息子の咲也へと受け継がれている。
アニメでは原作を先駆けて登場しているが、原作では終盤に記載された番外編「SAKUYA」から初登場。
愛音の母
声 - 相沢恵子
夫と対立関係にある愛音の母。夫と喧嘩をしては実家へ出て行ったり親戚の家へ行ったりする。愛音に対する娘への想いは無関心同然である。
雪の父
声 - 宗矢樹頭
能楽を志す雪の父で、藤堂家の家元。
バンドと兼ねて能楽を続ける雪に迷いがあると悟って厳しく接していき、京都での能楽会を終えてバンドへ戻ることを決意した雪を破門と見て勘当したが、後に雪の決意の強さを理解して藤堂家能楽堂でのライブを許し、徐々に親子関係が甦る。終盤では度重なる舞の過労で倒れて雪を心配させたが、自身の無用を伝え、e.muに1位の座を奪われたΛuciferの結束を取り戻すために音楽界へ戻るように命じた。最後は世界進出を目指す雪を応援し、和解した。
雪の母
声 - さとうあい
終盤で登場した雪の母。バンドに打ち込む雪に能楽界へ戻ってほしいと思っていた。
桐生 祐香
声 - 石村知子（18話以降「柊美冬」名義）
敦郎の姉。原作とアニメとでは設定が異なる。
原作では義理の姉と言う設定で、彼女の父と敦郎の母が再婚したことから敦郎と知り合い、姉として接してきたが、高校生になってから敦郎の方は彼女へ本格的に想いを寄せるようになる。最初は敦郎の想いを非難したものの、次第に相思相愛となっていく。
アニメでは実の兄弟という設定になっており、恋愛感情は描かれておらず、前半のヒロインとしてメジャーを狙うΛuciferのマネージャーを担当した。後半、Λuciferのメジャー入りで佐々木プロデューサーや愛音の存在から自身が不要になったことを悟り、音楽をもっと勉強するためにイギリスへ留学していった。
※原作の番外編『禁断フレーズ』で初登場。
敦郎の父
声 - 大西健晴
アニメのオリジナルキャラクター。家庭環境を大事に思う敦郎の父。
優しく温厚な父親だが、本来望んでいた大学受験を辞めてバンドを専念した敦郎に激怒し、一時は息子を勘当したが、その敦郎の真面目にギターを弾く姿を見て高校卒業を条件にバンドで生きていくことを許し、親子の縁を取り戻した。アニメ終盤では、「3-Days live」と卒業式がダブルブッキングとなった敦郎に代わって卒業証書を受け取った。
敦郎の母
声 - 浅野まゆみ
アニメのオリジナルキャラクター。
敦郎、祐香の母。優しく温かい人物で、元々進学に抵抗していた敦郎に怒らずに宥めていた。
工藤
声 - 藤原啓治
アニメのオリジナルキャラクター。咲也がかつて所属していたバンド「ラディカル」のリーダー。
美声を持つ咲也を自分のチームへ誘ってメジャー入りを目論んでいたが、本来のボーカルであった仲間を見捨てていた。それを知って愛想を尽かし、ラディカルを脱退した咲也を逆恨みしており、ラルフからのメトロのメジャー入りを条件にΛuciferのかつての暴行事件や咲也の異性交遊の過去などボロ出しを繰り返す。さらにはネオンのボーカルと共にΛuciferの能楽堂ライブで嫌がらせを働こうとしたが、Λuciferの歌唱力や結束力の強さに心を打たれて改心し、メトロからのメジャー入りを辞める。
伊藤 美佐
声 - 勝生真沙子
アニメのオリジナルキャラクター。咲也がピアノの弾き語りで働くホテルの常連客。既婚者。
青い瞳の咲也に見惚れて我が物顔で咲也を振り回したものの、最終的に切り離される。その後、メジャーデビューを果たしてデビューシングルでチャート1位を取り損ねた咲也と再会。彼女のふとした発言が2ndシングルで1位を取らせる鍵となった。
ネオンのボーカル
声 - 川島得愛
アニメのオリジナルキャラクター。TOWAがかつて所属していたバンド「ネオン」のリードボーカル。
メジャー入りを前にしてΛuciferへのメンバー入りのために脱退したTOWAを恨んでおり、ラディカルの工藤と共にラルフに仕えてΛuciferへの復讐を目論んだが、Λuciferの結束力の強さに心を打たれて改心。メトロレコードでの面識から工藤と親しい模様。
クレイドルのマスター
声 - 辻親八
アニメのオリジナルキャラクター。Λucifer結成の地であるスナック「クレイドル」を経営する男性。
経営の傾きから一時店を終うこととなったが、閉店から約半年後に店の復興に成功し、復興記念パーティでΛuciferが前座出演することを心待ち、楽しみにしていた。
野村 賢三
声 - 麻生智久
アニメのオリジナルキャラクター。ジャズギターを得意とする。
クレイドルの行きつけの客で、Λuciferのインディーズ時代からの理解者。飲んだくれで辛口だが、明るい気さくな人物。
ブラウンロッジのマスター
声 - 堀勝之祐
アニメのオリジナルキャラクター。咲也行きつけの喫茶店「ブラウンロッジ」を経営する男性。
咲也は彼の淹れるコーヒーを気に入っている。普段は船の模型を組み立てることを趣味とする。
イトウ
声 - 伊藤健太郎
アニメのオリジナルキャラクター。函館で活動する劇団「朝市」のリーダー格。
Λuciferが全国ツアーで函館に訪れた際、最初に知り合った人物で、ライブ出演ができなかったΛuciferのために自身たちが練習で使う空き倉庫を貸してライブをさせた功労者。
女性客
声 - 久川綾
アニメのオリジナルキャラクター。Λucifer結成のためにボーカルを探していた雪に咲也を紹介した。
ヒロキ
声 - 宮本充
アニメのオリジナルキャラクター。大阪のロックバンド「シュール」のリードボーカルを担当。
いかにも典型的なノリが良く明るい関西人。全国ツアーの中、名古屋でライブハウスの前座出演を巡りをするΛuciferとジョイントライブを開催し、「ジェシカ」での前座出演を競うが、咲也のハーモニカによるパフォーマンスとその才能に敗北を認めた。後にメジャーデビューを果たす。
シズカ
声 - 永島由子
アニメのオリジナルキャラクター。メジャーデビューを目指す大阪の女性バンド「ローレライ」のギターを担当する。
全国ツアーの中、大阪でのライブ出演の際、ヘマをやらかした責任に追い詰められて逃げ出した敦郎と知り合う。自身がローレライの中で半人前であることが重なり、敦郎を励ましてΛuciferへ帰還させるきっかけを作った。普段はメンバー揃ってお好み焼き屋でアルバイトをしている。
ユミ
声 - 夏樹リオ
アニメのオリジナルキャラクター。サン太の元恋人で、サン太と雪が所属していたバンド「クライム」の女性ボーカル。
恋人関係の間、サン太があまり相手にしてくれなかったことから愛想を尽かしていた。後に同じクライムのギターとキスをしていた所をサン太に目撃され玉砕したが、最終的にギターとも別れる。
しばらくしてΛuciferを先駆けてデビュー。ラジオ番組を持っており、メトロに追い詰められていたΛuciferの理解者として助言を与えた。その時にはサン太との関係の修復の兆しも見られ、最終的にお互いの確執も改善されたが、自身のグループの人気が衰えていき辞退。実家へ帰ることとなった。
フレディ・ブラウン
声 - ジェフ・マニング
メトロレコードが雇った黒人歌手。Λuciferのライブの天敵であったが、咲也がアメリカへ行って音楽性を磨いた際に和解、Λuciferの理解者に。
ミカコ
声 - 豊口めぐみ
e.muのファンであった女子高生。元々Λuciferに興味を示さなかったが、彼氏に振られ投げやりになっていた際にラジオでΛuciferの新曲「TOKYO幻想」を聞いて立ち直り、Λuciferのファンに移り変わる。その後、ドームライブでも友人を連れて登場する。
ローレンス・ハワード
声 - 伊藤栄次
アニメのオリジナルキャラクター。音楽プロデューサーの世界的権威。
Λuciferの世界進出のために佐々木に呼び出され、「3-days live」に訪れたが、ライブの途中でいなくなる。後日、クレイドルの設立記念パーティに訪れ、佐々木に「世界的に無名なΛuciferをまだプロデュース出来ない」と断ったが、それは日本で愛され続けているΛuciferを思いやっているため。しかし佐々木の粘りにより、半年以内でUK（イギリスの音楽界）で1位になったらプロデュースを受け入れると口約する。
祐子
声 - 吉住梢 / 矢澤りえか（2011年ドラマCD版）
愛音の友人。バンド系に詳しい女子。Λuciferの推しメンは雪。原作、アニメ共に登場。
愛音がΛuciferの作詞家だと知ってからも変わらず友人として接し続けるが、アニメでは逆な設定に描かれ、友人である自分たちにまで黙っていたことからしばらくは愛音を非難していた。しかし、咲也の「3-days live」での恋人宣言から愛音と和解。
二代目クレイドル復活の設立記念パーティでΛuciferの面々と触れ合ってから沙希と共にメロメロになった。
沙希
声 - 高野直子
アニメのオリジナルキャラクター。愛音の友人。Λuciferの推しメンは敦郎。
聡
声 - 吉野裕行
アニメのオリジナルキャラクター。愛音の元カレで、純情な愛音に飽きて他の女に二股かけていた。
藤堂 まりや
アニメには登場しない。
雪の妻。元々雪と政略結婚での婚約関係であったが、バンド活動をめぐって父親と大喧嘩した果てに家出した雪と共に行動、駆け落ちの身で彼を陰で支える。その後、長男・雪彦をもうけた。
原作の番外編『新婚フレーズ』で初登場。
藤堂 雪彦（とうどう ゆきひこ）
声 - 笠間淳（『CLIMAX』）
アニメには登場しない。
GREE版ゲームの設定によると、1月25日生まれ、血液型はA型。身長185cm。特技は茶道、生花(『CLIMAX』)、日本舞踊(『CLIMAX』)。『CLIMAX』時点で27歳。
雪とまりやの間に生まれた息子。原作の時点では赤子で、後日談「それからの快感フレーズ」においては雪のしつけによって上品で礼儀正しい性格にまで育った。
GREE版ゲーム、『CLIMAX』では、攻略対象の一人として登場する。Sylphyのベース担当で、リーダー。
雪成という弟がいる。
美矢
アニメには登場しない。
TOWAの幼馴染で同級生。男として女性染みた顔であることに悩み続けたTOWAの善き理解者で、常に本名である「和斗」と呼んで慕っているTOWAにとっての恋人。Λuciferのヘアメイク担当。
原作の番外編『初恋フレーズ』で初登場。
大河内 詩音（おおこうち しおん）
声 - 内田雄馬（『CLIMAX』）
アニメには登場しない。
GREE版ゲーム、『CLIMAX』の設定によると、7月7日生まれ、血液型はA型。ゲームの時点では身長180cm。特技は即興ピアノ弾き語り。『CLIMAX』時点で24歳。
原作の後日談「それからの快感フレーズ」において咲也と愛音の間に生まれた息子。
外見上、髪は咲也、瞳の潤いは愛音から受け継いでいる。父親と同じく瞳は青い。また、年上の女性好きな面は咲也に似たものと見られる。
原作の20年後にあたるGREE版ゲーム、『CLIMAX』では攻略対象の一人として登場する。高校で英語の教師をしながら、謎に包まれた伝説のアーティスト "shion" として活動している｡また、歌手への楽曲提供も行っている。代表曲は唯一のボーカル曲にしてデビュー曲である「ほしのうた」。
両親が仲が良すぎるせいか、まともに育ったのが奇跡だと雪彦や卓也に言われるほど真面目で、優しい性格に育った。咲也にも本当に自分の子かと言われたことがあるが、父親譲りの破天荒さを見せることもある。ちなみにGREE版ゲームの設定は、デラックス版の第6巻に載っているものがほぼ反映されている。
Sylphyの作詞作曲を担当。だが、本編では作詞を手掛けているのは主人公のため、実質的には作曲のみ担当。『CLIMAX』ではSylphyの陰のプロデューサー。

### ゲーム『Next』『CLIMAX』に登場するキャラクター
小春 美羽（こはる みう）
『快感♥フレーズ Next』（GREE版ゲーム）、『快感♥フレーズ CLIMAX -NEXT GENERATION-』の主人公（名前変更可能）。
都内の大学(のちに藤原学院大学に編入)に通う大学3年生。Mμ（ミュー）名義で曲を作り、それをネット上にアップしている。
とある出来事がきっかけで詩音に出会い、教育実習生として行くこととなった、藤原学院で彼と再会。さらには、自身がMμであることを見抜いた詩音から誘われ、Sylphyのボーカルとしてデビューすることとなる。
Sylphyの曲の作詞も担当している。
GREE版ゲーム本編より5年前にロサンゼルスに短期留学をしたことがある。
『快感♥フレーズ CLIMAX -NEXT GENERATION-』では、『快感♥フレーズ Next』とデビューする経緯が異なっており、教育実習を控えていたが、昔からの夢を諦めきれず、メトロレコード、ラディアスレコード、藤原プロダクションの3社合同オーディションに参加する。一次審査、二次審査を通過し、オーディションの三次審査の一環としてメトロレコードからSylphyのボーカルとして仮デビューをする。
大河内 玲音（おおこうち れおん）
声 - 鈴木達央（『CLIMAX』）
9月18日生まれ、血液型はO型。身長183cm。特技は高級外車でサーキットすること、カジノ(『CLIMAX』)。『CLIMAX』時点で20歳。
咲也と愛音の息子であり、詩音の弟。
世界的に有名なバンド、XXX（トリプルエックス）のボーカルで、XXXの楽曲の作詞も彼が担当している。メトロレコードのライバルにあたるラディアスレコード所属。
性格は咲也寄り。ヒカルと仲がよく、この二人が一緒になると、何をしでかすかわからない。
兄の詩音とは今では仲が悪いが、5年前までは二人で曲を作ったりしていたこともあり、仲が良かった。
桐生 卓也（きりゅう たくや）
声 - 木村良平（『CLIMAX』）
4月20日生まれ、血液型はO型。身長175cm。特技はコスプレ。『CLIMAX』時点で20歳。
敦郎と祐香の息子。
ネット上で活動しているシンガー、Mμ（=主人公）のファン。
運が無いということに関しては天才と周りから言われている。父親に似てそそっかしい部分がある。
ブラック・スコーピオンというバンドの元メンバーで、Sylphyのギター担当。
藤原 ヒカル（ふじわら ひかる）
声 - 菊地燎（『CLIMAX』）
11月23日生まれ、血液型はAB型。身長178cm。特技は歌舞伎町で豪遊すること。『CLIMAX』時点で17歳。
『ラブセレブ』の登場人物で、現藤原学院理事長および藤原財閥トップの藤原銀蔵と同作品主人公の元アイドル、中園キララの長男。
自身の担任である詩音には頭が上がらない。
また、父親からパーティーなどの主催者役を任されることも多い（雪彦曰く"実地訓練"）。
ゲーム『CLIMAX』ではアイドルグループ「F★light」のセンターとリーダーを務めることとなる。
レック・グレイザー（Rec Grazer）
声 - 佐藤拓也（『CLIMAX』）
8月3日生まれ、血液型はB型。身長190cm。特技はサーフィンと株トレード。『CLIMAX』時点で26歳。
ラルフと美月の息子。
主人公たちが所属する、メトロレコードの社長。詩音と玲音の従兄弟にあたる人物。
詩音と玲音の兄弟との間に何らかの確執がある。
藤原 カノン（ふじわら かのん）
声 - 幸村恵理（『CLIMAX』）
ヒカルの妹。藤原銀蔵とキララの娘。
自称「大河内先生ファンクラブの会長」。詩音のことを慕っている。
勝ち気な性格だが、銀蔵曰くキララに似て気遣いができる、とのこと。
『CLIMAX』では、元アイドルであった母親の影響でトップアイドルを目指し、その為の英才教育を受けていることが語られている。
藤原 銀蔵（ふじわら ぎんぞう）
声 - 関智一（『CLIMAX』）
『ラブセレブ』の登場人物で、ヒカル、カノンの父。
現藤原財閥のトップであり、藤原学院の理事長を務めている。また、身内に元首相がいるうえ、彼の祖父が財界の指南役であることから、次期首相候補ともいわれている人物。
妻は『ラブセレブ』の主人公であり、元アイドルの中園キララ。子供をおいて二人でバカンスに行ってしまうほど夫婦の関係は良好である。
仁藤
声 - 鳴海崇志（『CLIMAX』）
『CLIMAX -NEXT GENERATION-』で明かされたフルネームは仁藤智則（じんどう とものり）。
ラディアスレコードの日本支社社長。
メトロレコード（特にSylphy）を陥れるためなら、どんなに狡猾な手段もいとわない人物。
藤堂 雪成
雪彦の弟で、主人公が後に転入することになる、藤原学院大学の学生。
幼い頃から病気がちで、ある理由から兄である雪彦、主人公をあまりよく思っていない。
彩夏
メトロレコード所属のバンド「RED FLAG」のボーカル。
Sylphyと同じ時期にデビューしたが、売り上げが伸びず、Mμが枕営業をして自分を売り出しているのではないかと考え、嫌っている。
本編では出番が少ない（詩音、卓也、雪彦ルートには登場していない）が、イベントでは悪事の黒幕として出てくることが多い。
ソフィア
声 - 金子有希（『CLIMAX』）
『CLIMAX -NEXT GENERATION-』で明かされたフルネームはソフィア・ミラーズ（Sophia Millers）。
XXXのマネージャー。
自由奔放すぎるXXXのメンバーにかなり手を焼いている。
マシュー・ヴィンセント (Matthew Vincent)
声 - 花江夏樹（『CLIMAX』）
血液型はO型。身長170cm。特技は天使の微笑み、空手。『CLIMAX』時点で20歳。
XXXのベース担当。
金髪碧眼の美男。いわゆる小悪魔系。
空手が得意とだけあって、見た目とは裏腹にケンカは強い。実の父親はエヴァン・グレイザーであり詩音、玲音、レックとは血縁関係にあたる。
シド・ヴィシャス (Sid Vicious)
声 - 古川慎（『CLIMAX』）
血液型はB型、身長184cm。特技はマジック、催眠術、ギャンブル。『CLIMAX』時点で21歳。
XXXのギター担当。ノア曰くXXX最初のメンバー。
自分にとって面白いことがあるとゲームとして事態をややこしくすることがあるため、警戒が必要な人物。
元犯罪組織メデューサのメンバーで、バンドに加入するまではスラム街にいて、今でもコネクションがある。
ノア・ウォーカー (Noah Walker)
声 - 梅原裕一郎（『CLIMAX』）
血液型O型、身長182cm。特技は風水、占い。
ラディアスレコード社長。
レックと何かしらの関係があるようだが、その関係性は不明。マシューは彼が自分のことを拾ってくれた、と恩義を感じている。
XXXのプロデュースを手掛けている。
クリス・スチュアート (Chris Stuart)
声 - 赤羽根健治（『CLIMAX』）
12月25日生まれ、血液型はAB型。身長180cm。特技はヴァイオリンの即興演奏、動物との意思疏通。
XXXの作曲を担当。カラスのアレキサンダーを飼っている。遠くにいるアレキサンダーを呼ぶときには自らのヴァイオリンで呼ぶ。また、彼と意思の疎通ができ、アレキサンダーは飼い主と玲音にだけなついている。
玲音のことを自らの至高の楽器と考えているらしい。
花巻遼太郎（はなまき りょうたろう）
声 - 置鮎龍太郎（『CLIMAX』）
『ラブセレブ』の登場人物で、銀蔵の妻である元アイドル、中園キララの元マネージャー。
『CLIMAX』では銀蔵の要請を受け、銀蔵の息子が所属するアイドルグループ「F★light」のマネージャーを務める。
犬塚蜂矢（いぬづか はちや）
声 - 滝澤諒（『CLIMAX』）
アイドルグループ「F★light」のメンバーとなる人物の一人。
白鳥春月（しらとり はる）
声 - 小林大紀（『CLIMAX』）
アイドルグループ「F★light」のメンバーとなる人物の一人。
神崎夏向（かんざき かなえ）
声 - ランズベリー・アーサー（『CLIMAX』）
アイドルグループ「F★light」のメンバーとなる人物の一人。
豪道司（ごうどう つかさ）
声 - 岩永賢之丞（『CLIMAX』）
アイドルグループ「F★light」のメンバーとなる人物の一人。
柊 北斗（ひいらぎ ほくと）
声 - 石井孝英 （『CLIMAX』）
アイドルグループ「F★light」のメンバーとなる人物の一人。
篠宮 聖司（しのみや せいじ）
声 - 阿座上洋平（『CLIMAX』）
オーディション参加者。
芸能人二世で、自身のアーティストデビューに箔をつけるため、オーディションに参加する。

## 書誌情報

### 単行本
- 新條まゆ 『快感♥フレーズ』 小学館〈フラワーコミックス〉、全17巻
  1. 1997年7月20日初版第1刷発行、ISBN 4-09-136835-2
  2. 1997年10月20日初版第1刷発行、ISBN 4-09-136836-0
  3. 1998年1月20日初版第1刷発行、ISBN 4-09-136837-9
  4. 1998年4月20日初版第1刷発行、ISBN 4-09-136838-7
  5. 1998年7月20日初版第1刷発行、ISBN 4-09-136839-5
  6. 1998年9月20日初版第1刷発行、ISBN 4-09-136840-9
  7. 1998年11月20日初版第1刷発行、ISBN 4-09-137691-6
  8. 1999年3月20日初版第1刷発行、ISBN 4-09-137692-4
  9. 1999年5月20日初版第1刷発行、ISBN 4-09-137693-2
  10. 1999年8月20日初版第1刷発行、ISBN 4-09-137694-0
  11. 1999年11月20日初版第1刷発行、ISBN 4-09-137695-9
  12. 2000年2月20日初版第1刷発行、ISBN 4-09-137696-7
  13. 2000年4月20日初版第1刷発行、ISBN 4-09-137697-5
  14. 2000年7月20日初版第1刷発行、ISBN 4-09-137698-3
  15. 2000年9月20日初版第1刷発行、ISBN 4-09-137699-1
  16. 2000年12月20日初版第1刷発行、ISBN 4-09-137700-9
  17. 2001年2月20日初版第1刷発行、ISBN 4-09-137729-7
- 新條まゆ 『快感♥フレーズ 特別編』 小学館〈フラワーコミックス〉、2003年5月20日初版第1刷発行、ISBN 4-09-137730-0

### 新装版
- 新條まゆ 『新装版 快感♥フレーズ』 小学館〈フラワーコミックス〉、全17巻
  1. 2006年3月発行、ISBN 4-09-130368-4
  2. 2006年3月発行、ISBN 4-09-130370-6
  3. 2006年3月発行、ISBN 4-09-130374-9
  4. 2006年4月発行、ISBN 4-09-130375-7
  5. 2006年4月発行、ISBN 4-09-130376-5
  6. 2006年5月発行、ISBN 4-09-130377-3
  7. 2006年5月発行、ISBN 4-09-130378-1
  8. 2006年6月発行、ISBN 4-09-130379-X
  9. 2006年6月発行、ISBN 4-09-130380-3
  10. 2006年7月発行、ISBN 4-09-130385-4
  11. 2006年7月発行、ISBN 4-09-130386-2
  12. 2006年8月発行、ISBN 4-09-130387-0
  13. 2006年8月発行、ISBN 4-09-130388-9
  14. 2006年9月発行、ISBN 4-09-130389-7
  15. 2006年9月発行、ISBN 4-09-130390-0
  16. 2006年10月発行、ISBN 4-09-130394-3
  17. 2006年10月発行、ISBN 4-09-130395-1

### 小説
- 新條まゆ 『快感♥フレーズ』 小学館〈パレット文庫〉、全3巻
  - 「番外編 香港狂詩曲」2000年9月発行、ISBN 4-09-421242-6
  - 「熱愛編 青の迷宮」2001年1月発行、ISBN 4-09-421243-4
  - 「N.Y.編 終りなき神話」2001年3月発行、ISBN 4-09-421244-2

### 関連書籍
- 『快感♥フレーズSUPER EDITION SA・KU・YA - Mayu Shinjo the collection of illustrations』2000年11月発行、ISBN 4-09-199791-0

## テレビアニメ
『KAIKANフレーズ』の題名でテレビ東京系列（TXN）ほかで放送された。全44話。テレビ東京系列局では1999年4月20日から2000年3月26日（25日深夜）まで放送。第18話までは火曜ゴールデンタイムに、第19話のみ本来の放送日である9月21日は『火曜ゴールデンワイド』が放送時間を30分拡大して放送していたため、9月23日（木曜）10:55 - 11:25（テレビ東京での放送時間）に、第20話以降は日曜 0:20 - 0:50（土曜深夜、テレビ東京での放送時間）に放送されていた。
アニメ版は原作とは設定やストーリーが大きく異なっており、前半では原作の主人公である雪村愛音が全く登場しない（初登場は第19話）。また、原作で描かれていたような激しい性的描写は無い。
アニメ化と同時に、作中に登場するバンド・Λucifer（リュシフェル）を現実の世界でもデビューさせた。また、最初のオープニングテーマには当時人気絶頂だったロックバンド・GLAYの曲を採用した。
本作はVHSビデオソフト化されたことはあるが、DVD化はされていない（音楽版権が主な理由）。また、2009年1月からAT-Xの『アニメ女子部』枠で放送されたが、原作者である新條まゆにはその事は知らされておらずAT-X公式サイトを閲覧した際に初めて知ったとのこと。

### スタッフ
- 監督 - ときたひろこ
- シリーズ構成 - 小出克彦（第1話 - 第11話）→吉田玲子、土屋理敬（第12話 - 第44話）
- キャラクターデザイン - 中山由美
- 美術監督 - 河野次郎
- 色彩設定 - 秋山多恵子
- 音響監督 - 明田川仁
- 音楽 - KEN・MORIOKA・A、沢田完（第1話 - 第11話）→KEN・MORIOKA・A、沢田完、渡部チェル（第12話 - 第44話）
- プロデューサー - 岩田圭介、古市直彦
- アニメーション制作 - スタジオ雲雀
- 製作 - テレビ東京、小学館プロダクション[20]

### 主題歌

#### オープニングテーマ
「サバイバル」（第1話 - 第11話）
作詞・作曲 - TAKURO / 編曲 - GLAY & 佐久間正英 / 歌 - GLAY
「堕天使BLUE」（第12話 - 第22話）
作詞 - 森雪之丞 / 作曲 - TAKUYA / 編曲 - 辻剛 / 歌 - Λucifer（リュシフェル）
「Cの微熱」（第23話 - 第36話）
作詞 - 森雪之丞 / 作曲 - CHISATO / 編曲 - 辻剛 / 歌 - Λucifer（リュシフェル）
「TOKYO幻想」（イリュージョン）（第37話 - 第44話）
作詞 - 森雪之丞 / 作曲 - TAKUYA / 編曲 - 佐久間正英 / 歌 - Λucifer（リュシフェル）

#### エンディングテーマ
「EVERLASTING」（第1話 - 第10話）
作詞・作曲 - IPPEI / 歌 - FEEL
「蜃気楼」（第11話 - 第22話）
作詞・作曲 - IPPEI / 歌 - FEEL
「OVERHEAD RUN」（第23話 - 第34話）
作詞 - TAKA / 作曲 - RYO / 歌 - TRANSTIC NERVE
「love around」（第35話 - 第43話）
作詞 - MIZUKI / 作曲 - DAISUKE / 編曲・歌 - e.mu
「堕天使BLUE」（第44話）
歌 - Λucifer（リュシフェル）

### 各話リスト
| 話数     | サブタイトル                 | 脚本     | 絵コンテ | 演出       | 作画監督            | 放送日         |
| -------- | ---------------------------- | -------- | -------- | ---------- | ------------------- | -------------- |
| 1st GIG  | ミスティ・ブルー             | 吉田玲子 | 桂川古春 | 古川順康   | 清水博明            | 1999年 4月20日 |
| 2nd GIG  | ジャム                       | 小出克彦 | 岡嶋国敏 | 岡嶋国敏   | 下坂英男            | 4月27日        |
| 3rd GIG  | イントゥ・ザ・ウィンド       | 吉田玲子 | 桂川吉春 | 山内富夫   | 渡辺伸弘            | 5月4日         |
| 4th GIG  | タイムアップ                 | 小出克彦 | 鎮黙星   | 石堂宏之   | 中山由美            | 5月11日        |
| 5th GIG  | デイ・バイ・デイ             | 小出克彦 | 大関雅幸 | 大関雅幸   | 坂元大二郎          | 5月18日        |
| 6th GIG  | クレイドル                   | 小出克彦 | 菊地一仁 | 岡村力     | 岩井優器            | 5月25日        |
| 7th GIG  | フェアウェル・ライブ         | 小出克彦 | 鈴木行   | 鈴木行     | 中山由美 飯野賢一   | 6月1日         |
| 8th GIG  | ジ・エンド                   | 吉田玲子 | 岡嶋国敏 | 鈴木卓夫   | 工藤柾輝 野口木ノ実 | 6月15日        |
| 9th GIG  | オン ザ ストリート           | 小出克彦 | 菊地一仁 | 小高義規   | 渡辺伸弘            | 6月22日        |
| 10th GIG | ワン・フロム・ザ・ハート     | 吉田玲子 | 大関雅幸 | 大関雅幸   | 坂元大二郎          | 6月29日        |
| 11th GIG | サム・デイ                   | 吉田玲子 | 湖山禎崇 | 山口美浩   | 清水博明            | 7月13日        |
| 12th GIG | ステップ・ワン               | 吉田玲子 | 鈴木行   | 石堂宏之   | 中山由美            | 7月20日        |
| 13th GIG | レイニー・エクスプレス       | 土屋理敬 | 藤本義孝 | 鈴木卓夫   | 野口木ノ実          | 7月27日        |
| 14th GIG | グラン・プリ                 | 吉田玲子 | 湊屋夢吉 | 山内富夫   | 渡辺伸弘            | 8月3日         |
| 15th GIG | マジカル・ミステリー・ツアー | 吉田玲子 | 菊地一仁 | 日色如夏   | 清山滋崇            | 8月10日        |
| 16th GIG | ライバル                     | 土屋理敬 | 鎮黙星   | 山口美浩   | 清水博明            | 8月17日        |
| 17th GIG | オオサカ・ラプソディー       | 吉田玲子 | 鈴木行   | 鈴木行     | 佐田和宏            | 8月31日        |
| 18th GIG | カミング・ホーム             | 土屋理敬 | 港屋夢吉 | 山内富夫   | 渡辺伸弘            | 9月14日        |
| 19th GIG | デビュー                     | 吉田玲子 | 鈴木卓夫 | 鈴木卓夫   | 野口木ノ実          | 9月23日        |
| 20th GIG | ヒストリー                   | 土屋理敬 | 斎藤次郎 | 斎藤次郎   | 中山由美            | 10月3日        |
| 21st GIG | ヒットチャート               | 土屋理敬 | 日色如夏 | 日色如夏   | 清山滋崇            | 10月10日       |
| 22nd GIG | ソング・ライター             | 吉田玲子 | 古川政美 | 古川政美   | 清水博明            | 10月17日       |
| 23rd GIG | イェスタデイ                 | 土屋理敬 | 石堂宏之 | 石堂宏之   | 中山由美            | 10月24日       |
| 24th GIG | ロング・グッドバイ           | 吉田玲子 | 山口美浩 | 山口美浩   | 渡辺伸弘            | 10月31日       |
| 25th GIG | ジュニア                     | 土屋理敬 | 鈴木卓夫 | 鈴木卓夫   | 野口木ノ実          | 11月7日        |
| 26th GIG | ノック・アウト               | 吉田玲子 | 日色如夏 | 日色如夏   | 安田好孝            | 11月14日       |
| 27th GIG | シンパシー                   | 上代務   | 古川政美 | 古川政美   | 清水博明            | 11月21日       |
| 28th GIG | スキャンダル                 | 土屋理敬 | 鈴木行   | 鈴木行     | 飯野堅一 佐田和弘   | 11月28日       |
| 29th GIG | ディスティニー               | 上代務   | 中西伸彰 | 中西伸彰   | 渡辺伸弘            | 12月5日        |
| 30th GIG | アンプラグド                 | 土屋理敬 | 日色如夏 | 日色如夏   | 安田好孝            | 12月12日       |
| 31st GIG | リ・ボーン                   | 上代務   | 古川政美 | 古川政美   | 清水博明            | 12月19日       |
| 32nd GIG | ルーザー                     | 土屋理敬 | 石堂宏之 | 石堂宏之   | 森下真澄            | 12月26日       |
| 33rd GIG | アフター・デイズ             | 土屋理敬 | 藤本義孝 | 藤本義孝   | 関口雅治            | 1月9日         |
| 34th GIG | アクトレス                   | 上代務   | 中西伸彰 | 中西伸彰   | 渡辺伸弘            | 1月16日        |
| 35th GIG | ファムファタール             | 上代務   | 日色如夏 | 日色如夏   | 安田好孝            | 1月23日        |
| 36th GIG | ファイナルアクト             | 上代務   | 古川順康 | 佐土原武之 | 清水博明            | 1月30日        |
| 37th GIG | トップランナー               | 土屋理敬 | 鈴木行   | 鈴木行     | 森下真澄            | 2月6日         |
| 38th GIG | ミステイク                   | 上代務   | 田熊純   | 浅川智裕   | 田中穣              | 2月13日        |
| 39th GIG | ペインフル・チョイス         | 土屋理敬 | 中西伸彰 | 中西伸彰   | 渡辺伸弘            | 2月20日        |
| 40th GIG | エモーション                 | 上代務   | 日色如夏 | 日色如夏   | 安田好孝            | 2月27日        |
| 41st GIG | ネバー・ダイ                 | 土屋理敬 | 古川順康 | 浅川智裕   | 清水博明            | 3月5日         |
| 42nd GIG | セパレート・イブ             | 土屋理敬 | 石堂宏之 | 石堂宏之   | 森下真澄            | 3月12日        |
| 43rd GIG | ラブメロディー               | 土屋理敬 | 古川順康 | 日色如夏   | 安田好孝 清水博明   | 3月19日        |
| 44th GIG | フライ・アウェイ             | 土屋理敬 | 中西伸彰 | 中西伸彰   | 渡辺伸弘            | 3月26日        |

### 放送局
テレビ東京系列以外の遅れネット局は特記なき場合1999年6月時点でのネット局を記載する。
- テレビ東京（制作局）
- テレビ北海道[22]：火曜 19:00 - 19:30（1999年4月20日 - 9月14日） → 木曜 10:55 - 11:25（1999年9月23日のみ） → 金曜 1:30 - 2:00（木曜深夜、1999年10月8日 - 2000年3月31日）[23]
- 青森テレビ（火曜 0:50 - 1:20）
- 岩手めんこいテレビ（1999年9月時点にネット）[24]
- 東日本放送（1999年9月時点にネット）[24]
- 秋田テレビ（火曜 0:30 - 1:00）
- 山形放送（土曜 0:50 - 1:20）
- テレビユー福島（水曜 0:50 - 1:20）
- テレビ新潟（水曜 0:40 - 1:10）
- 富山テレビ（1999年5月2日から2000年4月2日まで日曜 1:50 - 2:20にて放送）[25]
- 北陸放送（1999年4月24日から9月25日まで土曜 17:00 - 17:30、10月10日から2000年4月2日まで日曜 2:10 - 2:40にて放送）[26]
- 長野放送（1999年9月時点にネット）[24]
- 静岡第一テレビ（土曜 1:40 - 2:10）
- 岐阜放送（火曜 18:30 - 19:00）
- テレビ愛知（火曜 19:00 - 19:30）
- 三重テレビ（1999年9月時点にネット）[24]
- びわ湖放送（火曜 19:00 - 19:30）
- テレビ大阪（1999年9月時点にネット）[24]
- 奈良テレビ（火曜 19:00 - 19:30）
- テレビ和歌山（1999年9月時点にネット）[24]
- 山陰放送（1999年9月時点にネット）[24]
- テレビせとうち（火曜 19:00 - 19:30）
- 広島ホームテレビ（1999年9月時点にネット）[24]
- テレビ山口（1999年9月時点にネット）[24]
- 四国放送（1999年9月時点にネット）[24]
- テレビ高知（日曜 1:41 - 2:11）
- TXN九州（1999年9月時点にネット）[24]
- 長崎国際テレビ（1999年9月時点にネット）[24]
- テレビ熊本（1999年9月時点にネット）[24]）
- 鹿児島放送（1999年9月時点にネット）[24]
- 沖縄テレビ（1999年9月時点にネット）[24]

## ゲーム版
- KAIKANフレーズ 堕天使降臨
  - プレイステーション用音楽ゲーム。2000年2月24日発売。発売元エニックス（現・スクウェア・エニックス）。
- 堕天使の甘い誘惑 × 快感♥フレーズ
  - ニンテンドーDS用恋愛アドベンチャーゲーム。2010年2月18日発売。発売元フリュー。
- 快感♥フレーズ Next
  - スマートフォン、フィーチャーフォン用ノベル型ゲーム。2013年6月14日配信開始。配信元GREE。2014年2月5日よりGゲー（スマートフォンのみ）でのアプリ配信開始。2017年12月20日サービス終了[27]。
- 快感♥フレーズ CLIMAX -NEXT GENERATION-
  - スマートフォン向け恋愛アドベンチャーゲーム。2019年10月15日にAndroid版、同年10月16日にiOS版が配信開始。iOS版では、プラットフォーム上の審査の都合により、一部スチルが変更されている。ゲームの進行具合によって、変更される前のスチルが公式サイト内特設ページでの閲覧が可能となっている。また、一部の音声収録にダミーヘッドマイクを使用。担当声優はテレビアニメ版に準拠しており、そこに登場していないキャラクターは新規にキャスティングが行われている。2021年5月31日サービス終了[28]。